# صومعه آندرئاس مقدس
صومعه آندرئاس مقدس (ارمنی: Սուրբ Անդրեի վանք) یک کلیسا متعلق به کلیسای حواری ارمنی واقع در شهر ایجوان، استان تاووش ارمنستان می‌باشد. ساخت و ساز این ساختمان در سده ۱۳ام میلادی؛ به پایان رسید. این بنا به سبک معماری ارمنی طراحی شده است.